# De tondeldoos

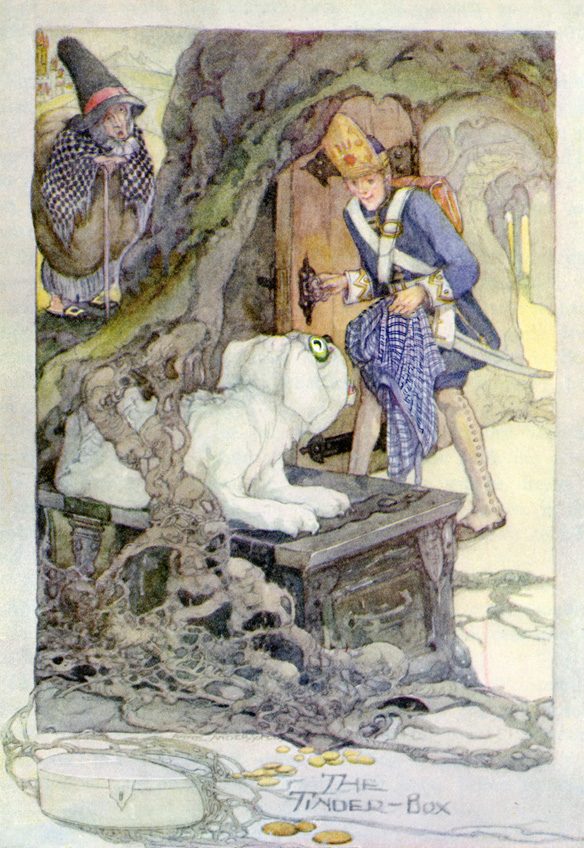
De tondeldoos

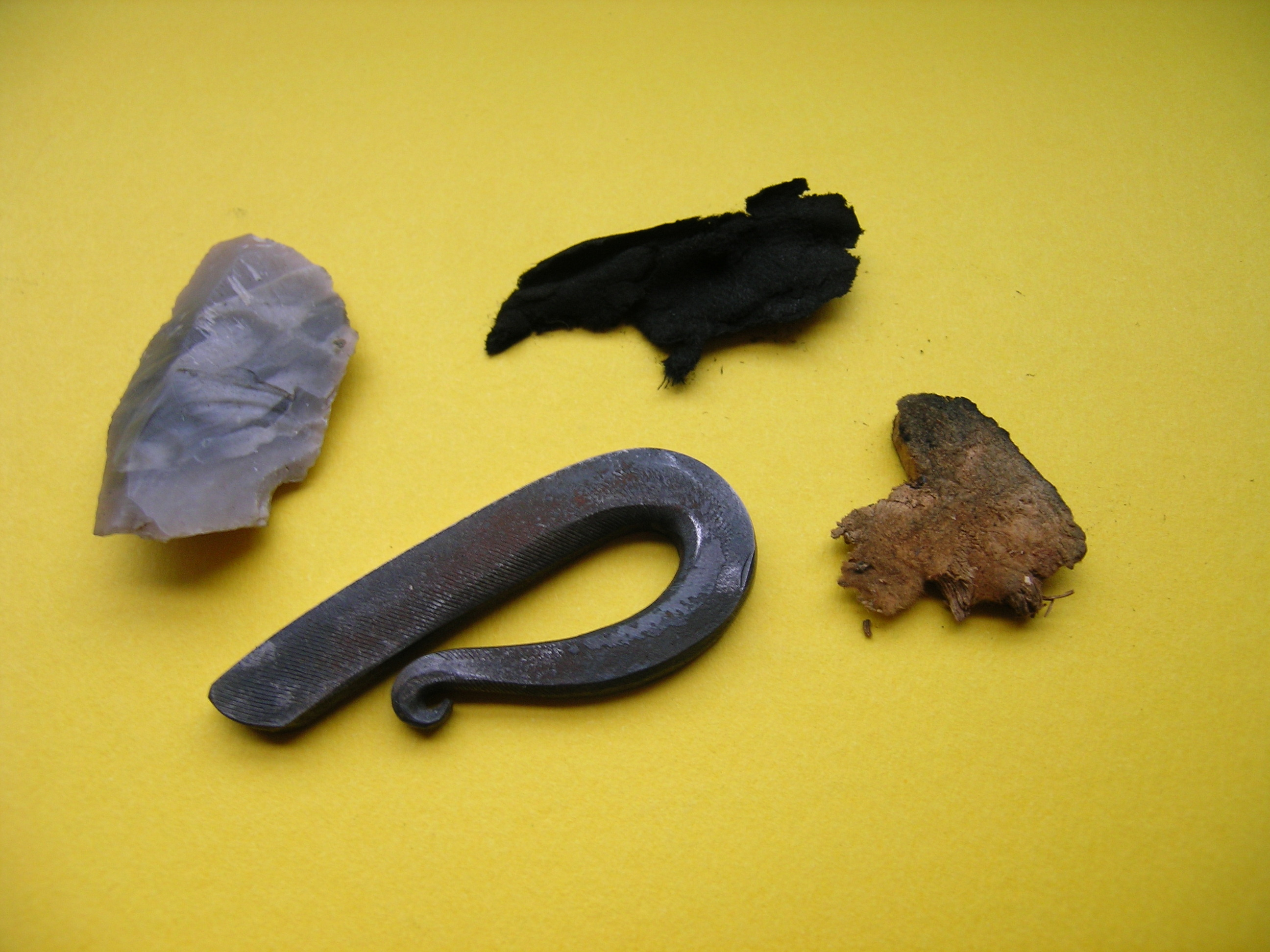
De inhoud van een tondeldoos

De Tondeldoos (Deens: Fyrtøiet) is een sprookje van Hans Christian Andersen.

## Verhaal
Een soldaat ontmoet op weg naar huis een heks. Ze vertelt hem dat hij onder in een holle boom zoveel geld kan oprapen als hij maar wil. Onder de boom is een lange gang met drie deuren. Achter de eerste deur staat een kist met kopergeld, bewaakt door een hond met ogen zo groot als schoteltjes. Achter de tweede deur staat een kist met zilvergeld, bewaakt door een hond met ogen zo groot als molenstenen en achter de derde deur staat een kist met gouden munten, bewaakt door een hond met ogen zo groot als de Ronde Toren van Kopenhagen.
De heks geeft de soldaat een schort mee: als hij de honden daarop zet, doen ze hem geen kwaad. De soldaat vraagt wat de heks zelf wil hebben. Het enige wat ze wil is een oude tondeldoos die onder ergens moet liggen. Hij gaat naar beneden, doet al zijn zakken vol geld en gaat weer naar boven. De heks vraagt naar de tondeldoos, maar die is hij vergeten, dus hij gaat nog een keer naar beneden. Als hij weer boven is vraagt hij de heks wat ze met de tondeldoos aan moet. Ze wil het niet vertellen en hij dreigt haar hoofd eraf te hakken als ze het hem niet vertelt. De heks weigert opnieuw en hij hakt haar hoofd eraf.
De soldaat neemt zijn intrek in een herberg in de stad en leidt een luxueus leven. Maar op een dag is zijn geld op en moet hij verhuizen naar een klein achterafkamertje. Op een donkere avond gebruikt hij de tondeldoos, als hij eenmaal vuur slaat verschijnt de hond met de ogen zo groot als schoteltjes. Als hij tweemaal vuur slaat komt de hond van het zilvergeld en bij driemaal vuur slaan verschijnt de hond van het goud. Nu weet de soldaat dat hij met de tondeldoos de honden kan oproepen en hij verhuist weer naar zijn luxe vertrekken.
In de stad woont ook een beeldschone prinses die door haar vader in een koperen kasteel opgesloten wordt gehouden, omdat er voorspeld is dat ze met een gewone soldaat zal trouwen. De soldaat zou haar graag eens zien en hij vraagt de hond of hij haar zou kunnen zien. De hond brengt de slapende prinses naar hem toe en hij kust haar, waarna de hond haar terugbrengt. De ochtend daarop vertelt de prinses aan haar ouders dat ze heeft gedroomd van de hond en de soldaat.
De volgende nacht laat de soldaat de prinses weer halen, maar nu wordt de hond gevolgd door een hofdame met waterlaarzen, die een kruis op zijn deur zet zodat ze het huis terug kan vinden. Wanneer de hond de prinses heeft teruggebracht merkt hij het kruis op en zet een kruis op elke deur in de stad. De volgende nacht komt de hond de prinses weer halen, maar nu heeft de koningin een zakje met grutjes waarin een gaatje zit op haar rug gebonden. De hond merkt niks van het grutjesspoor en de volgende morgen kan men het spoor naar de soldaat volgen.
De soldaat wordt opgepakt en in de gevangenis gegooid. Hij zal de volgende dag worden opgehangen. De soldaat krijgt een jongen zover dat hij de tondeldoos gaat halen en bij de executie roept hij de drie honden op. Deze pakken de rechters, de koning en de koningin op en smijten ze de lucht in, waardoor ze in stukken vallen. De bange soldaten vragen of de soldaat nu koning wil worden en met de prinses wil trouwen. De prinses wordt uit het koperen slot bevrijd en wordt koningin. De bruiloftsfeesten duren acht dagen en de honden zitten mee aan tafel en zetten grote ogen op.

## Afbeeldingen

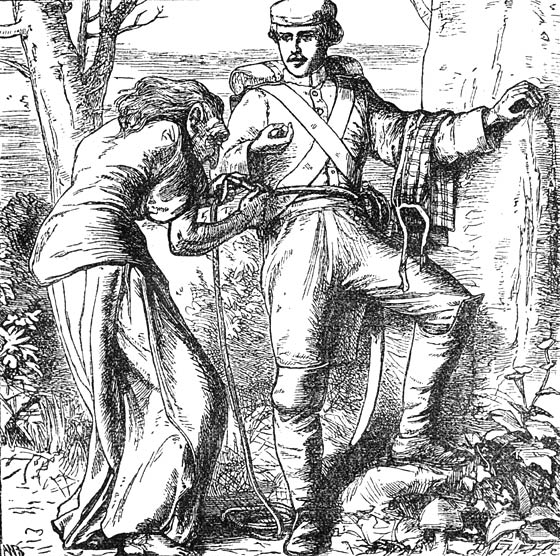
De heks laat de soldaat in de holle boom afdalen
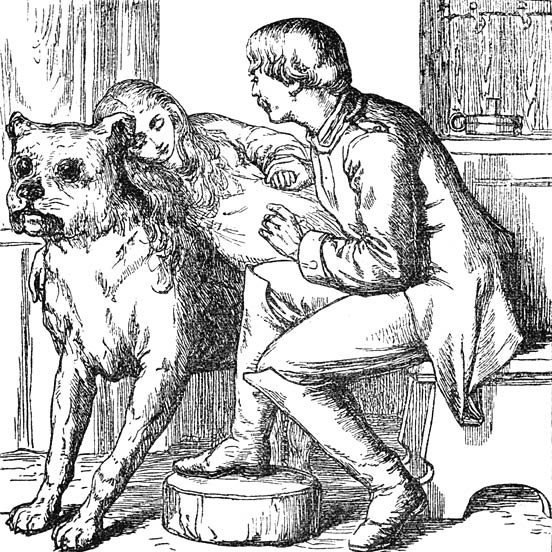
De hond brengt de slapende prinses naar de soldaat
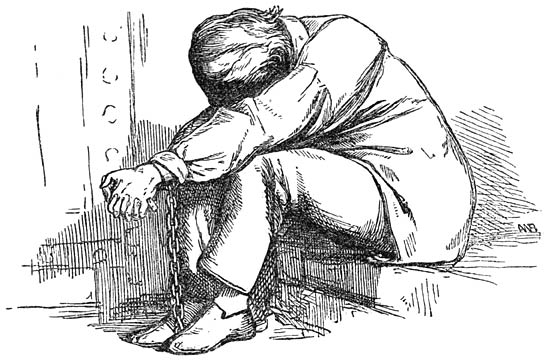
De soldaat is gevangengenomen

## Trivia
- De tondeldoos heeft overeenkomsten met olielampen uit oosterse sprookjes. Ook met een olielamp kan een geest opgeroepen worden, die daarna wensen zal vervullen. Denk hierbij aan Aladin en de wonderlamp. Het merken van deuren komt ook voor in (bijvoorbeeld) Ali Baba en de veertig rovers. Ook het sprookje Het blauwe licht van de gebroeders Grimm heeft veel overeenkomsten, zie ook De toverfles.
- De hofdame gebruikt waterlaarzen om de hond te volgen, zie ook zevenmijlslaarzen.